# Aracataca
Aracataca is een plaats en gemeente in het departement Magdalena in het noorden van Colombia. De plaats ligt aan de gelijknamige rivier, zo'n tachtig kilometer ten zuidoosten van Barranquilla. Aracataca werd gesticht in 1885, als onderdeel van de gemeente Pueblo Viejo. In 1912 werd de plaats een eigen gemeente.

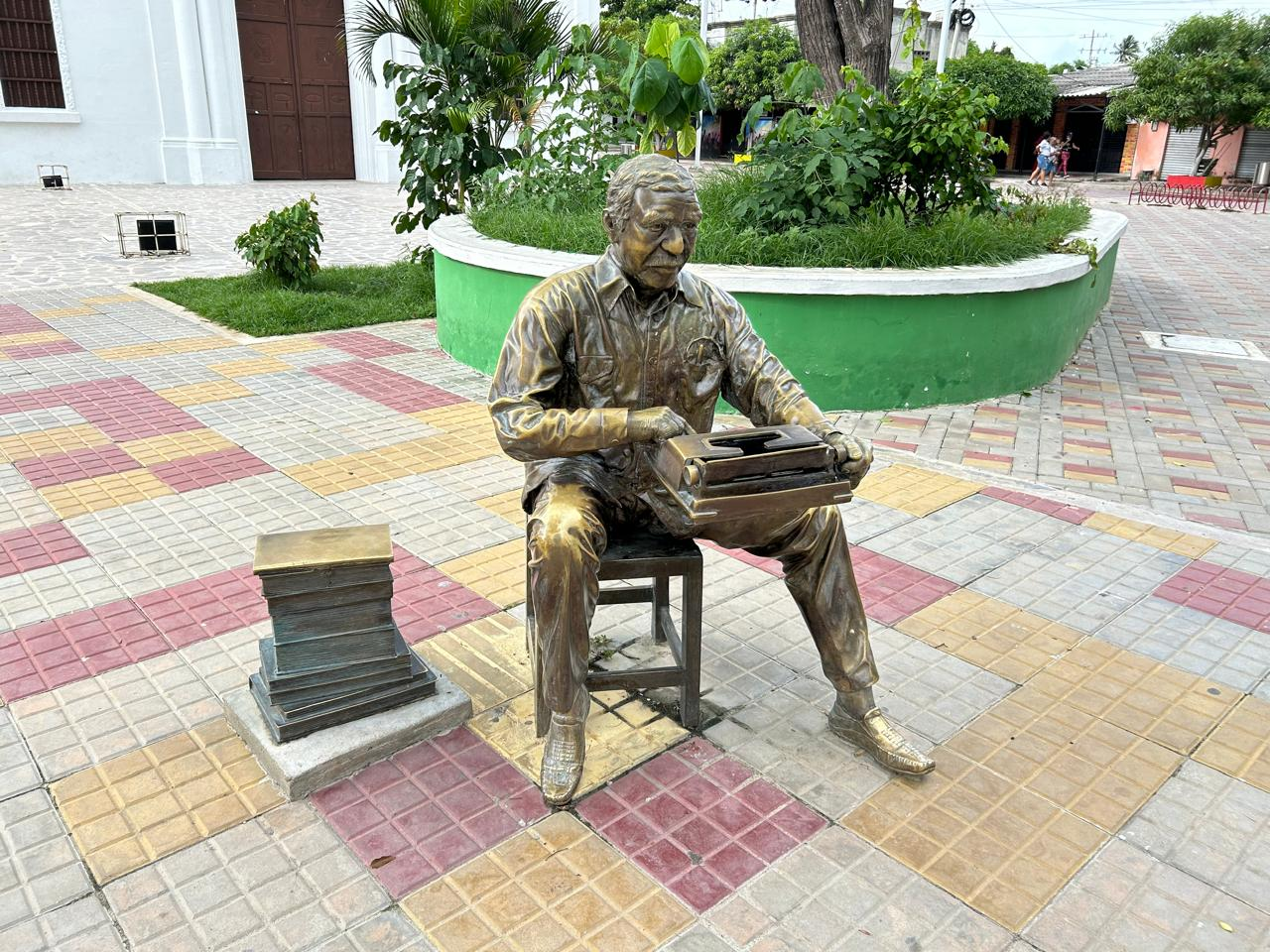
Standbeeld van Gabriel García Márquez in het centrum van Aracataca

Aracataca is de geboorteplaats van de schrijver Gabriel García Márquez en de plek waar hij zijn jeugd (tot 10 jaar) doorbracht. Aracataca was in die tijd door de werkzaamheden van de United Fruit Company een welvarend dorp, waar mensen uit de hele wereld naartoe trokken om hun geluk te beproeven. In het jaar 1950 vroeg Gabriel García Márquez' moeder of hij haar wilde vergezellen op haar trip naar Aracataca om het ouderlijk huis te verkopen. Toen ze na een lange reis per boot en trein aankwamen was García Márquez' ervaring een van de meest belangrijke uit zijn literaire carrière. De jonge schrijver zag de staat van zijn ouderlijk dorp en huis en begreep eindelijk de context van de jeugd en de geschiedenis veel beter. Zijn ervaringen in Aracataca stonden voor een groot deel model voor "Macondo", de plaats uit Márquez' roman Honderd jaar eenzaamheid. Op 25 juni 2006 werd in Aracataca een referendum gehouden over de vraag of de plaats hernoemd zou moeten worden naar Aracataca-Macondo. De opkomst was echter te laag, zodat het resultaat niet geldig was.
Het huis waar García Márquez werd geboren is verbouwd tot een museum. Ook is er een ander museum, La Casa del Telegrafista. 

In begin 2012 is het nieuwste monument voor García Márquez' werk geïnstalleerd; een symbolische graftombe van Melquiades, de grootste weldoener van Macondo.
Het toerisme is een opkomende factor in de economie naast gerenommeerde industrieën als die van de Afrikaanse palmolie.

## Geboren
- Leo Matiz (1917-1998), fotograaf, o.a. van bekende figuren als Frida Kahlo, Fidel Castro, Louis Armstrong en anderen.
- Gabriel García Márquez (1927-2014), schrijver en Nobelprijswinnaar (1982)